# هيرمان كونواي
هيرمان كونواي (بالإنجليزية: Herman Conway)‏ (11 أكتوبر 1908 في المملكة المتحدة - 1 أبريل 1983) هو لاعب كرة قدم بريطاني (وحمل سابقاً جنسية المملكة المتحدة لبريطانيا العظمى وأيرلندا) في مركز حراسة المرمى. لعب مع نادي بيرنلي ونادي ساوثيند يونايتد ووست هام يونايتد ونادي غاينسبورو ترينيتي وTunbridge Wells F.C. ‏.